# Nötigung
Nötigung bezeichnet allgemein eine unzulässige Gewaltanwendung oder Drohung, die das Opfer zu einer Handlung, Duldung oder Unterlassung zwingt, die sie nicht wünscht. Der Begriff kann in Bezug auf die Begriffe Zwang und Gewalt, rechtssprachlich die Vis absoluta („überwältigende Gewalt“, insbesondere körperlich) und die Vis compulsiva („beugende Gewalt“, die in die Richtung eines psychischen Zwanges geht), kritisch gesehen werden und wird in den Rechtsprechungen unterschiedlich beurteilt.

## Nationale Rechtslagen
Siehe zur nationalen Rechtslage:
- in Deutschland: Nötigung (Deutschland)
- in Österreich: Nötigung (Österreich)
- in der Schweiz: Nötigung (Schweiz)